# Bacilibactina
La bacilibactina es un sideróforo catecólico bacteriano secretado por bacterias del género Bacillus, incluyendo Bacillus anthracis y Bacillus subtilis. Está implicado en la quelatación del catión férrico (Fe3+) del entorno circundante y es posteriormente transferido al citoplasma bacteriano a través de transportadores ABC.
La bacilibactina es un sideróforo con una cadena principal de dépsido, pero consta de unidades de L-treonina en contraste con la enterobactina, donde se incorporan las unidades de L-serina. Durante su biosíntesis, un espaciador de glicina separa la cadena principal de trilactona de los ligantes de catecolamida en bacilibactina, mientras que en la enterobactina la catecolamida se une directamente a la cadena principal de trilactona. 

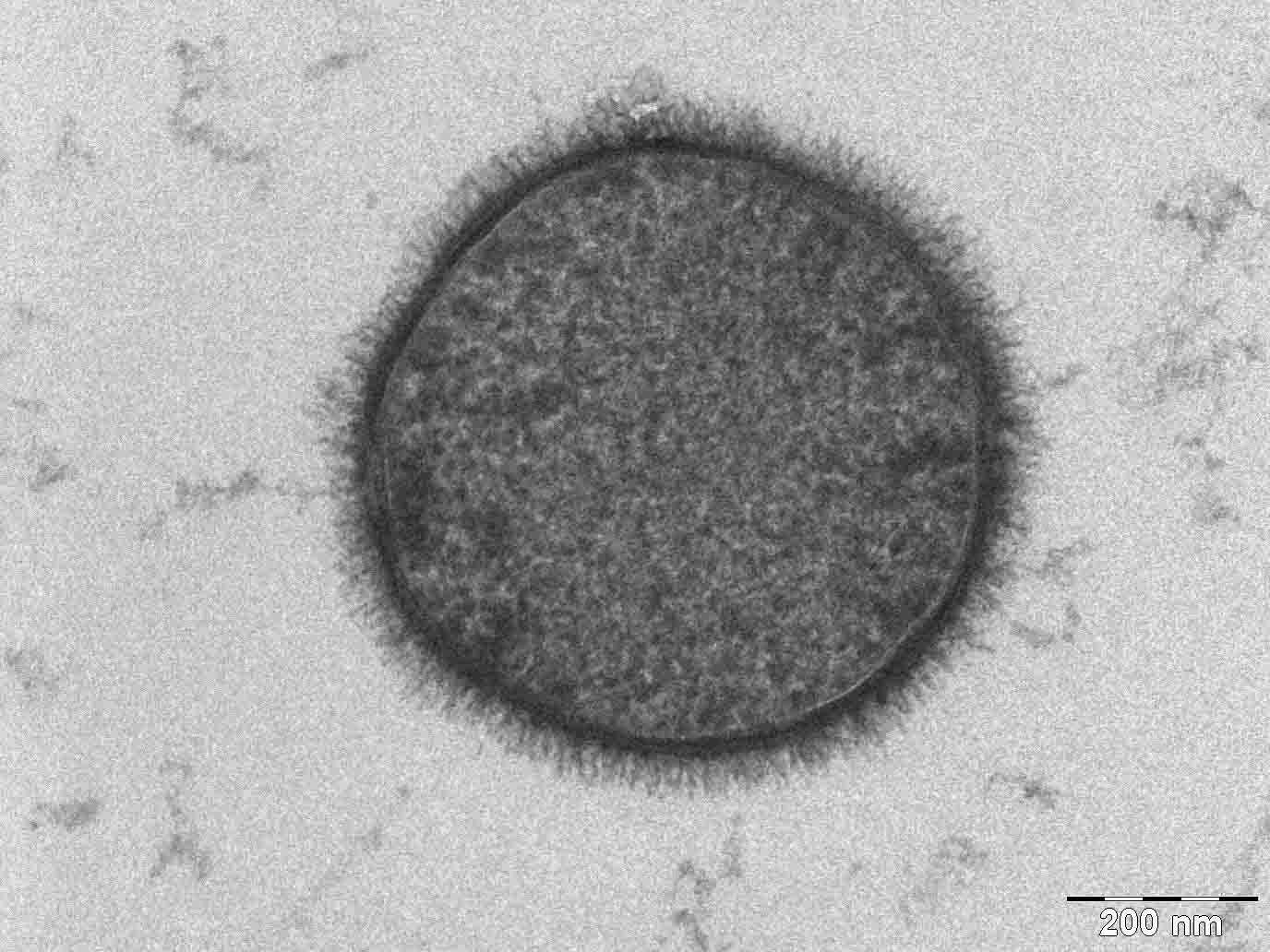
Bacillus subtilis

La relevancia de los componentes individuales de la estructura siderofórica (como la metilación del anillo de trilactona o la adición del espaciador de glicina) ha tenido complicaciones para determinarse con precisión estudiando únicamente el sideróforo natural. Los análogos sintéticos de los sideróforos naturales proporcionan una forma de aislar las características estructurales clave con el fin de resaltar la contribución de diferentes componentes a la estabilidad general del complejo férrico.